# Gustaaf Doussy
Gustaaf Doussy (Kortrijk, 5 januari 1881 - Gent, 28 november 1948) was een Belgisch arts, activist tijdens de Eerste Wereldoorlog en lid van de Raad van Vlaanderen.

## Levensloop
Vlaamsgezind sinds zijn humaniorajaren aan het Sint-Amandscollege in Kortrijk, promoveerde hij in 1906 tot doctor in de geneeskunde aan de Katholieke Universiteit Leuven. Tijdens zijn studententijd was hij bestuurslid van het Vlaamsch Verbond en schreef in Ons Leven. In De Vlaamsche Vlagge schreef hij al in 1900 artikels die de vernederlandsing in het middelbaar onderwijs verdedigden. Eens arts geworden bleef hij verder actief in organisaties die de vernederlandsing van het onderwijs en de oprichting van een Vlaamse universiteit nastreefden. Als voorzitter van de West-Vlaamse Gilde en als preses van Moeder Kortrijkse organiseerde hij kunstavonden en voordrachten voor de studenten. Hij vestigde zich als arts in Kortrijk en trouwde met Hyacintha Slingeneyer.
Hij was lid van de Sociale studiebond en van het Sint-Thomasgenootschap, wat hem in contact bracht met de aanhangers van priester Daens in Kortrijk. Hij werd voorzitter van de Kortrijkse afdeling van de Christene Volkspartij en stichtte het daensistisch ziekenfonds Helpt Elkander. Bij de parlementsverkiezingen van 1914 voerde hij de lijst van zijn partij aan, maar werd niet verkozen.
In 1916 ondertekende hij manifesten voor de vernederlandsing van de Gentse universiteit en toen dit inderdaad, met de steun van de bezetter, tot stand kwam aanvaardde hij tot docent in de gynaecologie te worden benoemd. Hiermee kwam hij in het activistisch vaarwater terecht en werd lid van de Raad van Vlaanderen. Hij werd voorstander van een Groot-Nederlandse staat, met een confederale staat Vlaanderen-Wallonië als tussenstap.
In november 1918 vluchtte hij naar Nederland, terwijl hij in België veroordeeld werd tot vijftien jaar dwangarbeid. Hij keerde in 1929 naar Kortrijk terug, na het in werking treden van de 'Uitdovingswet'. Hij werd actief in verschillende sociale organisaties en werd ook politiek actief door het stichten van een krant onder de naam De Vlaamsche Volkseeuw (1932-1936). Hij kantte zich tegen het Verdinaso en tegen het VNV. In 1932 voerde hij de lijst aan in Kortrijk voor de wetgevende verkiezingen van de Vlaamsch-Nationale Demokratische Partij en was in 1936 lijstduwer. Telkens zonder succes.
In 1937 vestigde hij zich in Gent. Tijdens de Tweede Wereldoorlog was hij als arts actief in dienst van het Geheim Leger. Dit belette niet dat hij in 1946 een genadeverzoek indiende ten gunste van August Borms. Een zoon van Doussy was in het concentratiekamp van Neuengamme gestorven. Borms had voordien pogingen ondernomen om hem vrij te krijgen.

## Publicaties
- Een steun en eeregilde voor het Vlaamsch Verbond te Leuven, in: Ons Leven, 1908.
- Albrecht Rodenbach te Leuven, in: De Zaaier, 1908.